# Manuel Serra
Manuel Serra (Lisboa, 23 de julho de 1931 - Lisboa, 31 de janeiro de 2010) foi um líder socialista católico, antifascista, ex-dirigente do Partido Socialista e revolucionário português.

Manuel Serra, 1975

## Biografia
Nasceu em Lisboa, a 23 de Julho de 1931. Começou por ser oficial da Marinha Mercante e fundador da revista Náutica.

### Oposição católica e anti-fascismo
Durante a ditadura do Estado Novo fez parte da oposição católica. Adere à Juventude Operária Católica aos 17 anos e torna-se dirigente.  
Mais tarde, participou na campanha presidencial de 1958 em apoio de Humberto Delgado. A campanha mobilizaria o país de Norte a Sul, popularizada pelo "obviamente demito-o" a Salazar, mas no final venceria o candidato apoiado pelo partido único União Nacional, uma vez mais. Apesar das intimidações, prisões, e fraude direta nos votos, o resultado (falseado) de 24% de Humberto Delgado vai assustar o regime, passando a eleição do presidente a ser feito na Assembleia Nacional.
Com a fraude nas urnas, a oposição vai-se radicalizar. Henrique Galvão, Palma Inácio, Varela Gomes, e o próprio Humberto Delgado, entre outros, vão ser protagonistas de uma série de ações espetaculares como o desvio de um avião para distribuir panfletos por Lisboa (1961) ou o resgate do paquete Santa Maria (1961). Vão ainda patrocinar golpes armados para derrubar o regime ditatorial.
Manuel Serra vai participar no golpe da Sé, em Março de 1959, e foi o líder civil do golpe de Beja, a Janeiro de 1962. No processo judicial subsequente, o maior do Estado Novo com 86 réus, foi defendido por Francisco Sousa Tavares. Das duas vezes foi preso, onde foi brutalmente torturado. Da primeira vez, ficara seis meses isolado no Aljube, mas consegue fugir. Da segunda vez, sujeito à tortura do sono, em 44 dias dormiu somente oito horas, associado com estátua e espancamentos. Esteve preso 11 anos durante a ditadura.
Em 1972, após sair da prisão, volta à resistência antifascista. Interpelado pelo então jovem capitão Vasco Lourenço, "Mas já estás a pensar meter-te noutra?", terá retorquido "Com mais força do que nunca".

### Período democrático
No pós 25 de Abril funda o Movimento Socialista Popular, que se junta ao PS como tendência de esquerda. Assume funções de "chefe do aparelho", o que lhe granjeia considerável poder. Candidatou uma lista ao Secretariado Nacional contra Mário Soares, mas perdeu com 44 por cento dos votos. Não concordando com a linha "direitista" seguida pelo PS, desvincula-se do partido.
De seguida funda a Frente Socialista Popular. Em 1975, a FSP participa com outros partidos de esquerda na Frente de Unidade Revolucionária (FUR) para apoiar o V Governo provisório de Vasco Gonçalves. Nas eleições para a Assembleia Constituinte de 1975, será o sexto partido mais votado , o maior dos pequenos partidos, mas obtendo apenas 1,16%. Em 1976, apoia Otelo Saraiva de Carvalho nas primeiras presidenciais, contribuindo para o seu segundo lugar na corrida. A FSP dissolve-se em 1979-1980.
Em 1980, participa ainda na fundação da Força de Unidade Popular (FUP), uma tentativa de juntar vários partidos à esquerda como o MES, PRP, OUT, PCP(ml)P, PCP(R), UDP e da UC (Unidade Comunista). Eventualmente afastar-se-á por divergências políticas.
Afasta-se então da política e gere a empresa AtlantiSado, no ramo da aquacultura.

### Morte
Manuel Serra morreu em Lisboa num domingo na sequência de um linfoma, anunciado pela sua esposa a advogada Marinela Coelho no dia seguinte. Após ser velado na igreja de Arroios, teve o corpo cremado no Cemitério dos Olivais.
O seu falecimento em 2010 foi lembrado pelo partido Bloco de Esquerda, e meios de comunicação social como a RTP, e os principais jornais Público, Expresso e Diário de Notícias. Nas parangonas foi lembrado como "uma das grandes figuras católicas da oposição ao fascismo" (Expresso) ou "O homem que perdeu o PS para Soares" (Público).